# Kostakan
De Kostakan (Russisch: Костакан) is een serie van basaltische sintelkegels in het Russische schiereiland Kamtsjatka, gelegen in een noord-zuidverlopende lijn ten zuiden van de vulkaan Bakening en ten westen van de riviervallei van de Srednja (Midden-)Avatsja. De hoogste en jongste piek uit deze vulkanische rug is de Zmejakrater met 1150 meter, die werd gevormd in een breuktrap. De Kostakan vormt onderdeel van een vulkanische zone ten westen van de oostelijke vulkaangordel van het schiereiland, die gekenmerkt wordt door regionaal basaltisch vulkanisme. De sintelkegels zijn actief sinds het Late Pleistoceen en de laatste activiteit vond waarschijnlijk plaats rond 1350. Er zijn twee actieve perioden te onderscheiden; een tussen 9000 en 5000 v.Chr. en een tussen 800 en 1400. Een aantal sintelkegels zijn doorbroken door lavastromen, waarvan sommige de vallei van de Srednja Avatsja zijn binnengedrongen.
Direct ten zuiden van de Kostakan ligt het Kostakanmeer en 2 kilometer zuidelijker ligt een naamloze maar.